# سیپویتی
سیپویتی (به اسپانیایی: Cipolletti) شهری در کشور آرژانتین، استان ریو نگرو است که در سال ۲۰۰۹ میلادی، حدود ۶۶٬۲۹۹ نفر جمعیت داشته است.